# 주사선연도 등 신여량 장군 유품
주사선연도 등 신여량 장군 유품(舟師宣宴圖 등 申汝樑 將軍 遺品)은 전라남도 보성군 벌교읍 벌교리에 있는 신여량 장군의 유품이다. 1987년 6월 1일 전라남도의 유형문화재 제147호로 지정되었다가, 2017년 8월 17일 문화재 지정이 해제되었다.

## 개요
조선 중기의 무신인 신여량(1564∼1605) 장군의 유품으로, ‘주사선연도’·‘당포전양승첩도’등 여러 유물이 전하고 있다. 신여량 장군은 임진왜란·정유재란 당시 큰 공을 세웠고, 선조 38년(1605) 전라우도수군절도사에 오르기도 하였으며, 생을 마친 후에는 병조판서에 추증되었다.
‘주사선연도’는 선조 34년(1601) 임진왜란·정유재란 때 공을 세운 수군의 장군들에게 연회를 베풀었던 것을 기념하여 그린 그림이다. 비단 위에 묵과 옅은 채색으로 그렸는데, 그림 윗부분에 전서체로 쓴 그림의 제목을 두고, 그 아래로 연회하는 장면을 담았다. 맨 아래에는 연회에 참여한 15명의 이름과 관직 등을 적어 넣었는데 이곳에 신여량의 이름도 들어있다.
‘당포전양승첩도’는 정유재란 때 당포해전의 승리를 기념하여 나라에서 하사한 것으로, 비단 위에 묵으로 그린 후 옅은 채색을 한 족자이다. 맨 윗부분에 전서체로 그림의 제목을 쓰고, 그 아래에 해전의 모습을 그렸으며, 맨 아래에 해전에 참여했던 28명의 이름과 관직을 적어 넣었다. 지금 전하고 있는 이 승첩도는 선조 37년(1604)에 그린 당포앞바다승첩지도(전라남도 유형문화재 제25호)을 18세기∼19세기 경에 다시 본 떠 그린 것이다.
이외의 유품으로는, 선조 37년(1604) 신여량 장군의 무공을 치하하여 종2품 가선대부를 제수하면서 내린 교서 1점과 장군을 전라우도수군절도사로 제수하면서 내린 유서 1점이 남아 있다.

## 지정 해제 고시 세부내용
| 지정별                      | 문화재명                                                    | 소재지                                                 | 수량. 문서명 | 수량. 문서명    | 지정해제사유                         | 지정해제일                 |
| --------------------------- | ----------------------------------------------------------- | ------------------------------------------------------ | ------------ | --------------- | ------------------------------------ | -------------------------- |
| 전라남도 유형문화재 제147호 | 주사선연도등 신여량장군 유품 (舟師宣宴圖等 申汝樑將軍 遺品) | (원) 전남 보성군 벌교읍 벌교리 623 (현) 국립광주박물관 | 4점          | 상가교서        | 국가지정문화재 지정 (보물 제1937호)  | 2017.05.08                 |
| 전라남도 유형문화재 제147호 | 주사선연도등 신여량장군 유품 (舟師宣宴圖等 申汝樑將軍 遺品) | (원) 전남 보성군 벌교읍 벌교리 623 (현) 국립광주박물관 | 4점          | 밀부유서        | 국가지정문화재 지정 (보물 제1938 호) | 2017.05.08                 |
| 전라남도 유형문화재 제147호 | 주사선연도등 신여량장군 유품 (舟師宣宴圖等 申汝樑將軍 遺品) | (원) 전남 보성군 벌교읍 벌교리 623 (현) 국립광주박물관 | 4점          | 주사선연도      | 도외(광주광역시) 이관 (소유자 변경)  | 도보 고시일 (2017. 08. 17) |
| 전라남도 유형문화재 제147호 | 주사선연도등 신여량장군 유품 (舟師宣宴圖等 申汝樑將軍 遺品) | (원) 전남 보성군 벌교읍 벌교리 623 (현) 국립광주박물관 | 4점          | 당포전양승 첩도 | 도외(광주광역시) 이관 (소유자 변경)  | 도보 고시일 (2017. 08. 17) |

## 같이 보기
- 신여량
- 당포앞바다승첩지도(전라남도 유형문화재 제25호)

## 참고 자료
- 주사선연도등신여량장군유품 - 국가유산청 국가유산포털